# American Astronomical Society

Logo der AAS

Die American Astronomical Society (AAS) ist eine Gesellschaft in den USA bestehend aus Berufsastronomen und in der Astronomie wissenschaftlich Aktiven. Ihr Hauptsitz ist in Washington, D.C.  Ziele der AAS sind die Förderung der Astronomie und verwandter Wissenschaftszweige sowie Interessenvertretung. Die AAS wurde 1899 von George Ellery Hale gegründet. Sie ist u. a. Herausgeber der Fachzeitschriften Astrophysical Journal (ApJ), Astronomical Journal (AJ), Astrophysical Journal Letters (ApJL) und Astrophysical Journal Supplements Series (ApJS) und Planetary Science Journal (PSJ). 
Die AAS hat rund 7700 Mitglieder und ist in sechs Abteilungen untergliedert (jeweils Stand 2024):
- Division for Planetary Sciences (DPS, gegründet 1968)
- Division on Dynamical Astronomy (DDA, 1969)
- High Energy Astrophysics Division (HEAD, 1969)
- Solar Physics Division (SPD, 1969)
- Historical Astronomy Division (HAD, 1980)
- Laboratory Astrophysics Division (LAD, 2012)

Zweimal jährlich organisiert die AAS große Fachkonferenzen für ihre Mitglieder, zusätzlich gibt es Veranstaltungen der Abteilungen.

## Auszeichnungen
Die AAS vergibt eine Reihe von Auszeichnungen, darunter:
- Henry Norris Russell Lectureship, in Anerkennung der Lebensleistung in der astronomischen Forschung
- Newton-Lacy-Pierce-Preis für Astronomie
- Helen-B.-Warner-Preis
- Beatrice-M.-Tinsley-Preis
- Joseph-Weber-Preis für astronomische Instrumentierung
- Dannie-Heineman-Preis für Astrophysik, vergeben zusammen mit dem American Institute of Physics
- Annie-Jump-Cannon-Preis für Astronomie
- Bruno-Rossi-Preis
- Harold-C.-Urey-Preis
- Carl-Sagan-Medaille

## Sonstiges
Der Asteroid (3654) AAS wurde nach der Gesellschaft benannt.